# آناتولی شپل
آناتولی شپل (اوکراینی: Анатолій Миколайович Шепель؛ زادهٔ ۱۲ دسامبر ۱۹۴۹) بازیکن فوتبال اهل اتحاد جماهیر شوروی سوسیالیستی است.
از باشگاه‌هایی که در آن بازی کرده‌است می‌توان به باشگاه فوتبال دینامو مسکو، باشگاه فوتبال چورنومورتس اودسا، و باشگاه فوتبال دینامو کی‌یف اشاره کرد.
وی همچنین در تیم ملی فوتبال شوروی بازی کرده‌است.